# دالی (گوسفند)

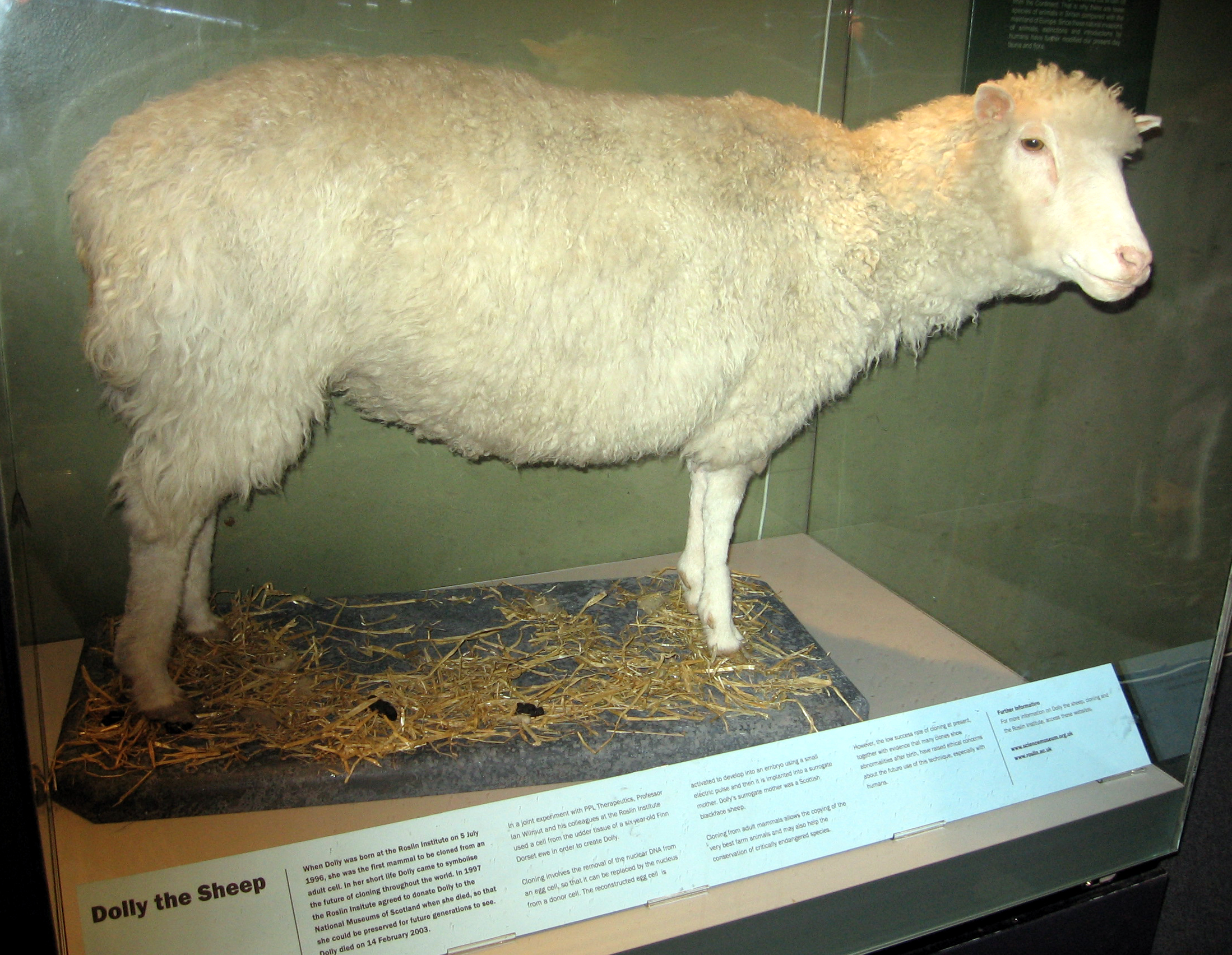
یادبود گوسفند دالی در موزهٔ سلطنتی اسکاتلند

گوسفند دالی (۵ ژوئیه ۱۹۹۶–۱۴ فوریه ۲۰۰۳) نخستین گوسفند همانندسازی‌شده و ماده بود.

## تولد
برای تاگ‌سازی این گوسفند گروهی از دانشمندان اسکاتلندی به سرپرستی یان ویلموت، یک سلول از پستان گوسفند ماده جدا کردند. سپس این سلول را به تخمک بارور نشدهٔ گوسفند دیگری الحاق کردند. پیش از این، کلیه مواد ژنتیکی این تخمک خارج شده بود. سلول‌های الحاقی رشد و نمو یافتند و به جنین تبدیل شدند. این جنین در رحم گوسفند سومی قرار گرفت. از آن پس بارداری و زایمان طبق معمول انجام شد. نام بره متولد شده را «دالی» گذاشتند. دالی کاملاً طبیعی بود. او کاملاً شبیه به گوسفندی بود که سلولی از پستان او جدا کرده بودند.

## مرگ

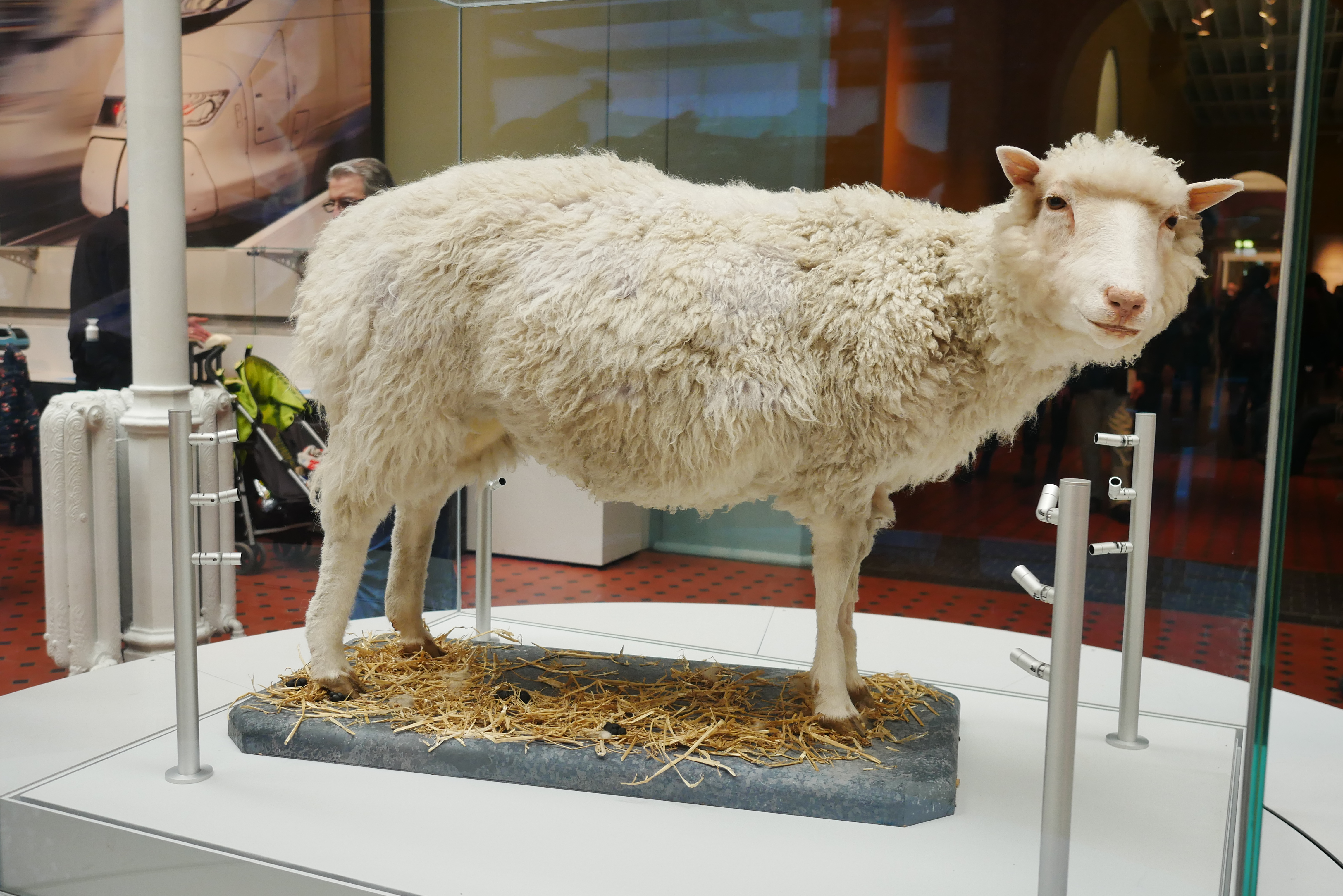
دالی در موزه ی بین المللی اسکاتلند

در ۱۴ فوریه ۲۰۰۳ مرگ دالی به علت بیماری ریوی اعلام شد. این در حالی بود که امید به زندگی گوسفندهای شبیه‌سازی شده ۱۱ تا ۱۲ سال است اما دالی تنها ۶ سال عمر کرد. مادر دالی (گوسفندی که سلول پستانی از آن استخراج شده بود)۶ساله بود، به همین دلیل سلول‌های دالی هنگام تولد از نظر تقویم ژنی ۶ساله بودند و این سلول‌ها هنگام مرگ او ۱۲سال داشتند. به همین خاطر برخی علت مرگ دالی را عمر کافی سلول‌های او می‌دانند.